# Route 40 (Ontario)
Pour les articles homonymes, voir Route 40.
La route 40 est une route provinciale de l'Ontario reliant Chatham-Kent à Sarnia tout en suivant la rivière Saint Clair, frontière entre le Canada et les États-Unis (Ontario-Michigan), longue de 92 kilomètres. La route traverse de nombreux villages du sud-ouest de l'Ontario tels que Chatham-Kent, Wallaceburg et Sarnia, la plus grande ville de la région.

## Description du Tracé

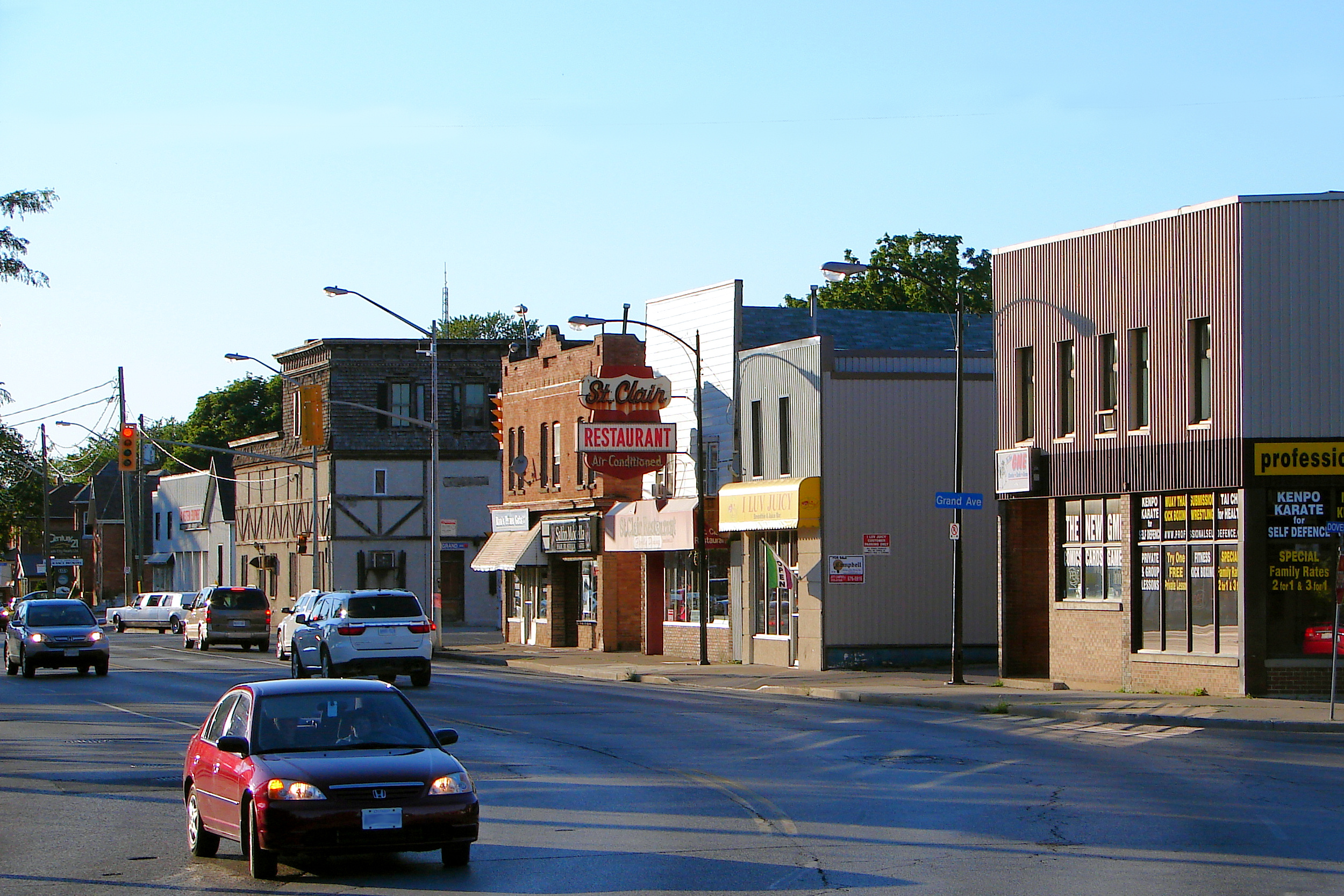
La route 40 dans Chatham-Kent, nommée Grand Ave.

La route 40 commence 10 kilomètres au nord-ouest de Blenheim, soit à sa jonction avec l'autoroute 401 (sortie 90) en direction de Windsor, de London ou de Toronto. 7 kilomètres au nord-ouest de l'autoroute 401, la route 40 fait déjà son entrée dans la ville de Chatham-Kent, nommée Grand Ave. Dans Chatham-Kent, elle passe dans le centre-ville en tant que Grand Ave. et de Saint Clair Rd., étant juste au nord de la rivière Thames.
Au nord de Chatham-Kent, la 40 est une longue ligne droite de 23 kilomètres se dirigeant vers le nord-ouest traversant la vallée fertile du lac Saint Clair. 25 kilomètres au nord de Chatham-Kent, la route 40 entre dans Wallaceburg en tatn que Murray St., Dufferin Ave. et Arnold Ave. Encore une fois, la 40 traverse directement dans le centre-ville.
Au nord de Wallaceburg, elle suit la rivière Saint Clair (frontière Canada-USA) environ 4 kilomètres à l'intérieur des terres, passant à l'est de 3 villages sur le bord de la rivière, soit Port Lambton, Courtright et Corunna. C'est justement à la hauteur de Corunna qu'elle passe de 2 voies à 4 voies séparées. C'est tout juste après la réserve amérindienne de Aamjiwnaawg que la route Chatham-Sarnia s'apprête justement à contourner Sarnia. 
 En effet, la 40 contourne la ville de Sarnia par le sud-est, étant la route de contournement principale. Après avoir 2 intersections en direction de la ville (Indian Rd. et Confederation St.), elle croise l'autoroute 402, extrémité nord de la route 40, en direction de London, Port Huron (MI) et Détroit (MI). 